# Logitech G11
Logitech G11 – klawiatura firmy Logitech zaprojektowana specjalnie dla graczy. Zawiera 18 klawiszy makro do których można przypisać po 3 makra. Jest podobna do swojej poprzedniczki G15 z tą różnicą, że nie posiada wyświetlacza LCD. Pomimo tego, że była projektowana głównie do gier, "elastyczność" jej zaawansowanych funkcji jest również wartościowa w wykorzystaniu zawodowym do takich celów jak edycja wideo i programowanie.
Wymiary: długość 550 mm, szerokość 220 mm (z podkładką na nadgarstki 270 mm), wysokość 40 mm (z rozłożonymi nóżkami)

## Dodatki
- Możliwość tworzenia skrótów klawiszowych
- Możliwość tworzenia makr przy użyciu klawisza MR wraz z dołączoną aplikacją "Keyboard Profiler" (np. podczas gry)
- Wyłącznik klawisza Windows na czas gry
- Całe urządzenie jest podświetlane niebieskimi diodami LED, które można wyłączyć lub zmienić ich natężenie
- Klawisze multimedialne (poprzez obracanie kołkiem)
- W łączności z komputerem używa portów USB 1.1 oraz posiada dwa dodatkowe porty z tyłu
- Trasowanie kabli, przydatne przy trasowaniu myszki lub słuchawek bezprzewodowych
- Lepkie klawisze G na G11, naprawione w G15
- Klawisze nie są pomalowane jak w G15 v2, dzięki czemu nie bledną z czasem jak to się działo w G15 v2
- Pełna nie skompresowana kompozycja